# Hartmut Dorgerloh
Hartmut Dorgerloh, född 31 maj 1962 i Östberlin i dåvarande DDR, är en tysk konsthistoriker och byggnadskonservator.
Hartmut Dorgerloh är son till prästen Fritz Dorgerloh (född 1932) och växte upp i Potsdam. Han är äldre bror till teologen Stephan Dorgerloh (född 1966). Efter genomgången värnplikt utbildade han sig 1982–1987 i konsthistoria och arkeologi vid Humboldt-Universität zu Berlin och avslutade studierna med examensarbetet ("Diplomarbeit") Die museale Inszenierung der Kunstgeschichte – Das Bild- und Ausstattungsprogramm des Neuen Museums in Berlin. Han disputerade 1997 vid Humboldt-Universität zu Berlin med avhandlingen Die Nationalgalerie in Berlin. Zur Geschichte des Gebäudes auf der Museumsinsel 1841–1970. 
Mellan 1977 och 1984 arbetade Dorgerloh extra som slotts- och parkguide på slotten och parkerna i  Potsdam-Sanssouci. Efter doktorsutbildningen var han 1987–1990 konservator vid Institut für Denkmalpflege der DDR, där han framför allt sysslade med vård av monument på Museumsinsel i Berlin.
Efter Tysklands återförening fick Hartmut Dorgerloh 1991 en tjänst med vård av historiska monument 1991 vid Ministerium für Wissenschaft, Forschung und Kultur i delstaten Brandenburg. Åren 2002–2018 var han generaldirektör för Stiftung Preußische Schlösser und Gärten Berlin-Brandenburg.
Hartmut Dorgerloh är sedan juni 2018 överintendent och chef för Humboldt Forum, som då var under uppbyggnad och som invigdes den 15 december 2020.